# 1901 az irodalomban
Az 1901. év az irodalomban.

## Megjelent új művek

### Próza
- Colette: Claudine Párizsban (Claudine à Paris), regény
- Louis Couperus holland író, költő regénysorozata (1901–1903): De boeken der kleine zielen (A kis lelkek könyvei)[1]
- Megjelenik Anatole France Jelenkori történet (Histoire contemporaine) című regénysorozatának befejező kötete: Monsieur Bergeret à Paris (Bergeret úr Párizsban). A tetralógia korábbi kötetei:
  - I. 1897: L'Orme du mail (A szilfasoron)
  - II. 1897: Le Mannequin d’osier (A próbabábú)
  - III. 1899: L'Anneau d'améthyste (Az ametiszt gyűrű)
- Anatole France kisregénye: Crainquebille
- Thomas Mann regénye: A Buddenbrook ház (Buddenbrooks)
- Octave Mirbeau regénye: Egy neuraszténiás huszonegy napja (Les 21 jours d'un neurasthénique)
- George Moore ír költő, író: Sister Theresa
- Luigi Pirandello regénye folytatásokban: A kitaszított (L'Esclusa),[2] könyv alakban: 1908
- Upton Sinclair amerikai író első regénye: King Midas (Midas király). [Címe kezdetben: (Springtime and Harvest)]
- Jules Verne regényei:
  - Város a levegőben (A majmok birodalma) (Le Village aérien)
  - Cetvadászok (Les Histoires de Jean-Marie Cabidoulin)
- H. G. Wells: The First Men in the Moon (Emberek a Holdban)
- Émile Zola: Munka, a Négy Evangélium című regényciklus második része

### Költészet
- Makszim Gorkij: A viharmadár dala (Песня о Буревестнике)[3]
- Thomas Hardy: Poems of the Past and the Present
- Joszano Akiko: Kócos haj (Midaregami) verseskötet

### Dráma
- Anton Csehov: Három nővér (Три сестры), bemutató (Moszkvában január 31-én), februárban megjelenik nyomtatásban
- André Gide:  Kandaülész király (Le Roi Candaule)
- Megjelenik G. B. Shaw Three Plays for Puritans című kötete három korábban írt színművével:
  - Az ördög cimborája (The Devil's Disciple, 1897)
  - Caesar és Kleopátra (Caesar and Cleopatra, 1898)
  - Brassbound kapitány megtérése (Captain Brassbound's Conversion 1900)
- Stanisław Wyspiański: Menyegző (Wesele), bemutató és megjelenés

### Magyar irodalom
- Gárdonyi Géza regénye könyv alakban: Egri csillagok
- Gárdonyi Géza A bor című népdrámája, bemutató (Nemzeti Színház, 1901. március 29.)
- Herczeg Ferenc színműve: Ocskay brigadéros, bemutató a Vígszínházban

## Születések
- január 30. – Hans Erich Nossack német író, költő és drámaíró († 1977)
- április 18. – Németh László író, esszéista, drámaíró († 1975)
- május 1. – Szerb Antal író, irodalomtörténész († 1945)
- július 1. – Ignotus Pál publicista, író, szerkesztő († 1978)
- július 2. – Willi Bredel német író, politikus († 1964)
- július 4. – Halász Gábor író, kritikus, irodalomtörténész († 1945)
- július 9. – Barbara Cartland angol írónő, a világ egyik legtermékenyebb írója († 2000)
- augusztus 20. – Salvatore Quasimodo olasz író († 1968)
- szeptember 23. – Jaroslav Seifert irodalmi Nobel-díjas cseh író, költő. († 1986)
- november 3. – André Malraux francia író († 1976)
- december 9. – Ödön von Horváth osztrák-magyar drámaíró, elbeszélő († 1938)
- december 24. – Alekszandr Alekszandrovics Fagyejev orosz, szovjet író († 1956)

## Halálozások
- május 23. – Wohl Janka, az első magyar zsidó írónő (* 1846)
- július 7. – Johanna Spyri svájci írónő, gyermekkönyvek szerzője (* 1827)

## Irodalmi díjak
- Az első irodalmi Nobel-díj: Sully Prudhomme